# VARD 6 515
VARD 6 515 bezeichnet einen Ro-Ro-Frachtschiffstypen.

## Geschichte
Der Schiffstyp wurde von Vard Marine entworfen. Von dem Typ wurden zunächst zwei Schiffe auf der türkischen Werft Sedef Shipyard in Tuzla für die kanadische Reederei Seaspan Ferries gebaut. Die Schiffe wurden im November 2014 bestellt. Sie wurden im Oktober bzw. Dezember 2016 fertiggestellt und im Dezember 2016 bzw. Februar 2017 nach der Überführung nach Kanada abgeliefert. 2019 wurden zwei weitere Schiffe des Typs bestellt, die auf der Werft Damen Shipyards Mangalia in Rumänien gebaut wurden.
Seaspan Ferries betreibt die Frachtfähren zwischen Tilbury Island, Delta, und Duke Point bzw. Swartz Bay auf Vancouver Island.

## Beschreibung
Die Schiffe sind mit einem Hybridantrieb ausgerüstet. Der Antrieb erfolgt durch zwei Elektromotoren, die zwei Propellergondeln antreiben. Die Schiffe sind mit zwei elektrisch mit jeweils 550 kW Leistung angetriebenen Bugstrahlrudern ausgestattet. Für die Stromerzeugung stehen zwei von Dual-Fuel-Dieselmotoren angetriebene Generatoren zur Verfügung. Die Motoren können mit Dieselkraftstoff oder mit Flüssigerdgas betrieben werden.
Bei den ersten beiden Einheiten des Typs kamen für die Antriebe der Generatoren Viertakt-Neunzylinder-Motoren von Wärtsilä mit jeweils 4320 kW Leistung zum Einsatz. Neben den Generatorsätzen stehen Akkumulatoren mit 545 kWh zur Verfügung. Der Notgenerator wird von einem Dieselmotor mit 125 kW Leistung angetrieben. Die Propellergondeln werden von Elektromotoren mit jeweils 2200 kW Leistung angetrieben.
Bei den beiden Folgebauten wurden für die Antriebe der Generatoren Neunzylinder-Motoren von MAN (Typ: 9L35/44DF) mit jeweils 4054 kW Leistung verbaut. Die Schiffe sind mit Akkumulatoren mit 2034 kWh ausgerüstet. Die Antriebsleistung der Propellergondeln beträgt jeweils 2600 kW.
An Bord der Seaspan Reliant wurden 2021 Akkumulatoren mit größerer Speicherkapazität getestet. Hierfür wurde das vorhandene Energiespeichersystem mit 545 kWh durch ein Energiespeichersystem mit 1892 kWh ersetzt, das anders als das ursprüngliche System ausreichend Energie für den zeitweilig reinen Batteriebetrieb des Antriebs zur Verfügung stellt.
Durch die Nutzung von Flüssigerdgas werden die Emissionen von Kohlenstoffdioxid, Stickoxiden und Schwefeloxiden sowie Feinstaub im Vergleich zur Verbrennung von Dieselkraftstoff verringert. Außerdem sinken die Betriebskosten, da Flüssigerdgas günstiger als Dieselkraftstoff ist. Eine zusätzliche Reduktion der Emission von Kohlenstoffdioxid wird durch die Nutzung von Biogas erreicht.
Die Schiffe verfügen über ein nach oben weitestgehend offenes Fahrzeugdeck. Das Fahrzeugdeck ist über eine am Bug anlegbare Rampe zugänglich. Auf dem Fahrzeugdeck stehen 1034 Spurmeter zur Verfügung. Die Schiffe können 59 Trailer befördern. Sie sind für zwölf Passagiere zugelassen.
Die Decksaufbauten befinden sich im mittleren Bereich der Schiffe. Sie überbauen das Fahrzeugdeck auf der gesamten Schiffsbreite. An Bord können zehn Besatzungsmitglieder untergebracht werden.

## Schiffe
| VARD 6 515          | VARD 6 515                      | VARD 6 515  | VARD 6 515        |
| Bauname             | Bauwerft Baunummer              | IMO- Nummer | Fertigstellung    |
| ------------------- | ------------------------------- | ----------- | ----------------- |
| Seaspan Swift       | Sedef Shipyard 179              | 9764221     | 6. Oktober 2016   |
| Seaspan Reliant     | Sedef Shipyard 180              | 9764233     | 27. Dezember 2016 |
| Seaspan Trader      | Damen Shipyards Mangalia 559016 | 9886392     | Oktober 2021      |
| Seaspan Transporter | Damen Shipyards Mangalia 559017 | 9886407     | Dezember 2021     |

Die Schiffe fahren unter der Flagge Kanadas. Heimathafen ist Vancouver.